# Интровертан тип
Интровертан тип је тип личности који је преокупиран властитим субјективним светом. Интроверти су обично повучени и одражавајући тип личности. Поједини психолози карактеришу интроверте као личности чија се психолошка енергија испољава приликом одражавања, односно рефлексије, а сплашњава приликом интеракције са другим особама. У зависности од тога која је психичка функција код конкретне личности развијена, неко може бити мисаони, интуитивни, чувствени и опажајни интровертан тип. Када овакво понашање постане сталан начин живота и када прожме читаву структуру и динамику личности, онда говоримо о интровертном типу личности.